# Danno ingiusto
Un danno ingiusto indica, in diritto, qualunque lesione di interessi tutelati dall'ordinamento giuridico.
Non tutti gli interessi sono rilevanti giuridicamente, il risarcimento dei danni è ammesso soltanto per la lesione di interessi altrui che costituiscono un "danno ingiusto".
Il danno ingiusto è il presupposto di un fatto illecito che a sua volta è fra i presupposti della responsabilità extracontrattuale.

## Origine
Inizialmente era considerato come "ingiusto" soltanto la lesione di diritti assoluti e la lesione di diritti collegati allo status della persona. 
Successivamente è stato ritenuto antigiuridico anche la lesione di diritti di credito (induzione all'inadempimento ad esempio). Adesso si è ormai giunti a ritenere "danno ingiusto" qualsiasi lesione di un interesse tutelato dall'ordinamento giuridico (quindi, tra gli altri, anche situazioni di fatto come il possesso, turbative precontrattuali, lesione di interesse legittimo).

## Elenco di danni ingiusti
- lesione di diritti assoluti (diritti della persona e diritti reali);
- lesione di diritti di credito;
- lesione di situazioni di fatto protette dall'ordinamento (possesso);
- lesione di interesse legittimo (violazione della Pubblica Amministrazione di regole poste per tutelare l'interesse generale)
- turbativa delle trattative precontrattuali;

## Cause di giustificazione
Non è considerato ingiusto il danno che è:
- causato nell'esercizio di un proprio diritto (nei limiti imposti dall'ordinamento);
- arrecato nell'adempimento di un dovere imposto da una norma giuridica o da un ordine della Pubblica Amministrazione;
- il danno arrecato con il consenso del danneggiato;
- si esclude l'ingiustizia del danno arrecato per legittima difesa;